# Pavlína Sasko-Výmarsko-Eisenašská
Pavlína Sasko-Výmarsko-Eisenašská (Pavlína Ida Marie Olga Henrieta Kateřina; 25. července 1852, Stuttgart – 17. května 1904, Orte) byla sasko-výmarsko-eisenašskou princeznou a sňatkem dědičnou velkovévodkyní sasko-výmarsko-eisenašskou.

## Život
Pavlína se narodila jako nejstarší potomek prince Heřmana Sasko-Výmarsko-Eisenašského a jeho manželky Augusty, dcery krále Viléma I. Württemberského.
26. srpna 1873 se jednadvacetiletá princezna ve Friedrichshafenu provdala za svého o osm let staršího příbuzného, dědičného velkovévodu Karla Augusta Sasko-Výmarsko-Eisenašského. Její dědeček Bernard byl bratrem jeho dědečka Karla Fridricha.
Pavlína měla s Karlem Augustem dva syny:
- 1. Vilém Arnošt Sasko-Výmarsko-Eisenašský (10. 6. 1876 Výmar – 24. 4. 1923 Henryków), poslední velkovévoda sasko-výmarsko-eisenašský v letech 1901 až 1918
  - I. ⚭ 1903 Karolína Reuss-Greiz (13. 7. 1884 Greiz – 17. 1. 1905 Meiningen)
  - II. ⚭ 1910 Feodora Sasko-Meiningenská (29. 5. 1890 Hannover – 12. 3. 1972 Freiburg im Breisgau)
- 2. Bernhard Sasko-Výmarsko-Eisenašský (18. 4. 1878 Výmar – 1. 10. 1900 tamtéž), zemřel svobodný a bezdětný

Karel August zemřel 22. listopadu 1894 v padesáti letech na zápal plic. Protože zemřel ještě před svým otcem, nikdy se nestal sasko-výmarsko-eisenašským vévodou. Pavlína tudíž vždy byla známá jako dědičná velkovévodkyně nebo po manželově smrti jako dědičná velkovévodkyně vdova. Po smrti velkovévody se stal nástupcem jejich syn Vilém Arnošt.

## Vdovství
V pozdějších letech trávila Pavlína hodně času v Itálii a byla častou návštěvnicí u italského dvora. Říkalo se, že vstoupila do morganatického manželství se svým komorníkem. Toto manželství se neobjevilo v Almanachu de Gotha a nebylo schváleno jejím synem velkovévodou. Manželství tudíž nebylo schváleno sasko-výmarskou vládou. U své rodiny a poddaných svého syna byla neoblíbená.
Přestože většinu svého vdovství žila daleko od sasko-výmarského dvora, Pavlína "přispěla i na dálku k vytváření obtíží, které znesnadňovaly postavení její snachy, současné velkovévodkyně, během prvních pár měsíců manželství". Byla popisována jako "mimořádně tlustá, a jedna z nejprostších německých princezen, jejíž prostota spočívala spíše v nevrlosti a kyselosti, než ve vlídné povaze".
Dne 17. května 1904 Pavlína náhle zemřela na srdeční chorobu během cesty vlakem z Říma do Florencie. Bylo jí 51 let.

## Tituly, oslovení a vyznamenání

### Tituly a oslovení
- 25. července 1852 – 26. srpna 1873: Její Výsost princezna Pavlína Sasko-Výmarsko-Eisenašská, vévodkyně saská
- 26. srpna 1873 – 22. listopadu 1894: Její královská Výsost dědičná velkovévodkyně sasko-výmarsko-eisenašská
- 22. listopadu 1894 – 17. května 1904: Její královská Výsost dědičná velkovévodkyně vdova sasko-výmarsko-eisenašská

### Vyznamenání
- Ruské impérium: Řád sv. Kateřiny
- Württemberské království: Řád Olgy, 1871

## Vývod z předků
|                                   |                                        |  |                                  |                                                  |  |  |  |  |  |  |  | Arnošt August II. Sasko-Výmarsko-Eisenašský |
|                                   |                                        |  |                                  |                                                  |  |  |  |  |  |  |  |                                             |
|                                   | Karel August Sasko-Výmarsko-Eisenašský |  |                                  |                                                  |  |  |  |  |  |  |  |                                             |
|                                   |                                        |  |                                  |                                                  |  |  |  |  |  |  |  |                                             |
|                                   |                                        |  |                                  | Anna Amálie Brunšvicko-Wolfenbüttelská           |  |  |  |  |  |  |  |                                             |
|                                   |                                        |  |                                  |                                                  |  |  |  |  |  |  |  |                                             |
|                                   | Bernard Sasko-Výmarsko-Eisenašský      |  |                                  |                                                  |  |  |  |  |  |  |  |                                             |
|                                   |                                        |  |                                  |                                                  |  |  |  |  |  |  |  |                                             |
|                                   |                                        |  |                                  | Ludvík IX. Hesensko-Darmstadtský                 |  |  |  |  |  |  |  |                                             |
|                                   |                                        |  |                                  |                                                  |  |  |  |  |  |  |  |                                             |
|                                   | Luisa Hesensko-Darmstadtská            |  |                                  |                                                  |  |  |  |  |  |  |  |                                             |
|                                   |                                        |  |                                  |                                                  |  |  |  |  |  |  |  |                                             |
|                                   |                                        |  |                                  | Karolína Falcko-Zweibrückenská                   |  |  |  |  |  |  |  |                                             |
|                                   |                                        |  |                                  |                                                  |  |  |  |  |  |  |  |                                             |
|                                   | Heřman Sasko-Výmarsko-Eisenašský       |  |                                  |                                                  |  |  |  |  |  |  |  |                                             |
|                                   |                                        |  |                                  |                                                  |  |  |  |  |  |  |  |                                             |
|                                   |                                        |  |                                  | Antonín Oldřich Sasko-Meiningenský               |  |  |  |  |  |  |  |                                             |
|                                   |                                        |  |                                  |                                                  |  |  |  |  |  |  |  |                                             |
|                                   | Jiří I. Sasko-Meiningenský             |  |                                  |                                                  |  |  |  |  |  |  |  |                                             |
|                                   |                                        |  |                                  |                                                  |  |  |  |  |  |  |  |                                             |
|                                   |                                        |  |                                  | Šarlota Amálie Hesensko-Philippsthalská          |  |  |  |  |  |  |  |                                             |
|                                   |                                        |  |                                  |                                                  |  |  |  |  |  |  |  |                                             |
|                                   | Ida Sasko-Meiningenská                 |  |                                  |                                                  |  |  |  |  |  |  |  |                                             |
|                                   |                                        |  |                                  |                                                  |  |  |  |  |  |  |  |                                             |
|                                   |                                        |  |                                  | Kristián Albrecht z Hohenlohe-Langenburku        |  |  |  |  |  |  |  |                                             |
|                                   |                                        |  |                                  |                                                  |  |  |  |  |  |  |  |                                             |
|                                   | Luisa Eleonora z Hohenlohe-Langenburgu |  |                                  |                                                  |  |  |  |  |  |  |  |                                             |
|                                   |                                        |  |                                  |                                                  |  |  |  |  |  |  |  |                                             |
|                                   |                                        |  |                                  | Karolína Stolbersko-Gedernská                    |  |  |  |  |  |  |  |                                             |
|                                   |                                        |  |                                  |                                                  |  |  |  |  |  |  |  |                                             |
| Pavlína Sasko-Výmarsko-Eisenašská |                                        |  |                                  |                                                  |  |  |  |  |  |  |  |                                             |
|                                   |                                        |  |                                  |                                                  |  |  |  |  |  |  |  |                                             |
|                                   |                                        |  | Fridrich II. Evžen Württemberský |                                                  |  |  |  |  |  |  |  |                                             |
|                                   |                                        |  |                                  |                                                  |  |  |  |  |  |  |  |                                             |
|                                   | Fridrich I. Württemberský              |  |                                  |                                                  |  |  |  |  |  |  |  |                                             |
|                                   |                                        |  |                                  |                                                  |  |  |  |  |  |  |  |                                             |
|                                   |                                        |  |                                  | Bedřiška Braniborsko-Schwedtská                  |  |  |  |  |  |  |  |                                             |
|                                   |                                        |  |                                  |                                                  |  |  |  |  |  |  |  |                                             |
|                                   | Vilém I. Württemberský                 |  |                                  |                                                  |  |  |  |  |  |  |  |                                             |
|                                   |                                        |  |                                  |                                                  |  |  |  |  |  |  |  |                                             |
|                                   |                                        |  |                                  | Karel Vilém Ferdinand Brunšvicko-Wolfenbüttelský |  |  |  |  |  |  |  |                                             |
|                                   |                                        |  |                                  |                                                  |  |  |  |  |  |  |  |                                             |
|                                   | Augusta Brunšvicko-Wolfenbüttelská     |  |                                  |                                                  |  |  |  |  |  |  |  |                                             |
|                                   |                                        |  |                                  |                                                  |  |  |  |  |  |  |  |                                             |
|                                   |                                        |  |                                  | Augusta Hannoverská                              |  |  |  |  |  |  |  |                                             |
|                                   |                                        |  |                                  |                                                  |  |  |  |  |  |  |  |                                             |
|                                   | Augusta Württemberská                  |  |                                  |                                                  |  |  |  |  |  |  |  |                                             |
|                                   |                                        |  |                                  |                                                  |  |  |  |  |  |  |  |                                             |
|                                   |                                        |  |                                  | Fridrich II. Evžen Württemberský                 |  |  |  |  |  |  |  |                                             |
|                                   |                                        |  |                                  |                                                  |  |  |  |  |  |  |  |                                             |
|                                   | Ludvík Württemberský                   |  |                                  |                                                  |  |  |  |  |  |  |  |                                             |
|                                   |                                        |  |                                  |                                                  |  |  |  |  |  |  |  |                                             |
|                                   |                                        |  |                                  | Bedřiška Braniborsko-Schwedtská                  |  |  |  |  |  |  |  |                                             |
|                                   |                                        |  |                                  |                                                  |  |  |  |  |  |  |  |                                             |
|                                   | Pavlína Württemberská                  |  |                                  |                                                  |  |  |  |  |  |  |  |                                             |
|                                   |                                        |  |                                  |                                                  |  |  |  |  |  |  |  |                                             |
|                                   |                                        |  |                                  | Karel Kristián Nasavsko-Weilburský               |  |  |  |  |  |  |  |                                             |
|                                   |                                        |  |                                  |                                                  |  |  |  |  |  |  |  |                                             |
|                                   | Henrietta Nasavsko-Weilburská          |  |                                  |                                                  |  |  |  |  |  |  |  |                                             |
|                                   |                                        |  |                                  |                                                  |  |  |  |  |  |  |  |                                             |
|                                   |                                        |  |                                  | Karolína Oranžsko-Nassavská                      |  |  |  |  |  |  |  |                                             |
|                                   |                                        |  |                                  |                                                  |  |  |  |  |  |  |  |                                             |